# Acalypha gossweileri
Acalypha gossweileri là một loài thực vật có hoa trong họ Đại kích. Loài này được S.Moore mô tả khoa học đầu tiên năm 1919.